# Agência Brasileira de Inteligência
Agência Brasileira de Inteligência (ABIN) ist der nationale Nachrichtendienst Brasiliens. ABIN ist die Nachfolgeorganisation der Serviço Nacional de Informações (SNI), die während der Regierung von Humberto Castelo Branco in der Mitte der 1960er Jahre gebildet wurde. Der Nachrichtendienst untersteht dem Präsidenten der Föderativen Republik Brasilien, der zugleich die höchste Kompetenz und Entscheidungsbefugnis über den Geheimdienst hält. Der Sitz befindet sich in der Hauptstadt Brasília. Die brasilianische ABIN ist mit anderen Nachrichtendiensten vergleichbar wie etwa mit CIA in den Vereinigten Staaten und SVR in Russland. Die Aufgaben umfassen Spionage- und Terrorabwehr, Informationsbeschaffung und der Schutz der Bürger. Diese brasilianische Behörde wurde im Jahr 1999 während der Regierung von Fernando Henrique Cardoso auf eine gesetzliche Grundlage gestellt, obwohl es die Behörde schon seit 1927 gab.
Seit 1994 werden die dienstlichen Stellen beim ABIN wie bei anderen Behörden durch Auswahlverfahren angeboten. Einige ehemalige Mitarbeiter der Vorgängergeheimdienste Serviço Nacional de Informações (SNI) sind noch dienstlich aktiv.
Trotz ihres Namens arbeitet diese Behörde nicht unabhängig, sondern untersteht dem Präsidenten der Republik. Sie wird durch den Nationalkongress überwacht, der zu diesem Zweck über einen gemeinsamen Ausschuss aus Senatoren und Abgeordneten namens „Comissão Mista de Controle da Atividade de Inteligência“ (CCAI) verfügt.

## Aufgaben
Das ABIN ist an das Amt für institutionelle Sicherheit (GSI) gebunden und verantwortlich für die Bereitstellung von strategischen Informationen, deren rechtzeitige und zuverlässige Analyse, die zur Entscheidungsfindung der staatlichen Organe beitragen. Im zentralen Organ des Sistema Brasileiro de Inteligência (Sisbin), das zusammen 38 Mitglieder hat, ist ABIN dafür verantwortlich, dass die föderale Exekutive Zugang zu Wissen über die Sicherheit des Staates und der Gesellschaft hat, sowie über Verteidigung, Außenpolitik, die innere Sicherheit, sozioökonomische Entwicklung und die wissenschaftliche und technologische Entwicklung.

## Historie
Das ABIN wurde zum 7. Dezember 1999 als Nachfolger verschiedener, teilweise dem brasilianischen Militär unterstehenden Vorgängerorganisationen gegründet. Schon 1927 wurde die militärische Behörde Conselho de Defesa Nacional gegründet, die sich zunächst mit geheimdienstlichen Aufgaben beschäftigte. Nachdem die Folgeorganisation Serviço de Segurança Nacional (SNI) die Arbeit in den Wirren des Militärputsches von 1964 schon wieder eingestellt hatte und durch einen regimehörigen Dienst ersetzt worden war, bestand die Behörde bis 1990. Das ABIN wurde 1999 gegründet und übernimmt seitdem die Aufgabe des In- und Auslands-Geheimdienstes – im Gegensatz zu seinem Vorgänger als zivile Behörde.

## Leitung
An der Spitze von ABIN steht ein Generaldirektor mit Sitz in Brasília, dem 26 regionale Büros in den verschiedenen Bundesstaaten der Föderation unterstellt sind. Der Generaldirektor wiederum ist dem Bundesminister unterstellt, dem Amtsleiter des Büros für institutionelle Sicherheit des Präsidenten der Republik (GSI), dem Nachfolgeorgan des ehemaligen Militärhauses.

## Auslandsvertretungen
Aktuell hat ABIN 20 dienstliche Stellen im Ausland verteilt auf 5 Kontinenten.
| Continente  | País                           |
| ----------- | ------------------------------ |
| Südamerika  | Argentinien                    |
| Südamerika  | Bolivien                       |
| Südamerika  | Paraguay                       |
| Südamerika  | Peru                           |
| Südamerika  | Kolumbien                      |
| Südamerika  | Venezuela                      |
| Nordamerika | Vereinigte Staaten von Amerika |
| Nordamerika | Mexiko                         |
| Afrika      | Südafrika                      |
| Europa      | Frankreich                     |
| Europa      | Portugal                       |
| Europa      | Italien                        |
| Europa      | Deutschland                    |
| Asien       | Indien                         |
| Asien       | Jordanien                      |
| Asien       | Japan                          |
| Asien       | China                          |
| Asien       | Russland                       |
| Ozeanien    | Australien                     |